# 바라던 바다
《바라던바다》는 대한민국의 JTBC에서 방영한 음악 예능 프로그램이다.

## 게스트
- 로제
- 선우정아
- 정인
- 10cm